# Helmut Wiesinger

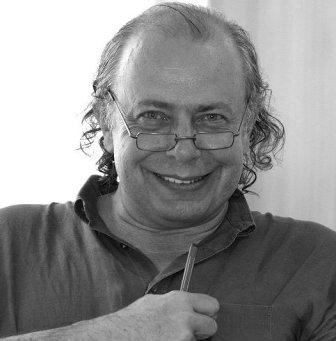
Helmut Wiesinger

Helmut Wiesinger (* 28. Jänner 1952 in Linz) ist ein österreichischer Schauspieler, Autor und Regisseur.

## Leben
Nach der Matura 1971 studierte Helmut Wiesinger von 1972 bis 1975 Schauspiel und Gesang an der Anton Bruckner Universität Linz. Neben dem Studium war er als Sprecher, Moderator und Autor für den ORF tätig.
1975 folgten erste Engagements in Heilbronn und Koblenz. Ab 1979 war Wiesinger Mitglied des Theaters Die Komödianten im Künstlerhaus Wien unter der künstlerischen Leitung von Conny Hannes Meyer.
Zwischen 1986 und 1993 war er als freischaffender Schauspieler und Autor an vielen Theatern und für den ORF tätig.
Von 1993 bis 1995 folgten weitere Engagements an deutschen Theatern. Von 1996 bis 1998 war Wiesinger Ensemblemitglied des Landestheaters in seiner Heimatstadt Linz.
Von 1998 bis 2018 war er für 20 Spielzeiten am Landestheater Niederösterreich von den Direktor/innen Peter Wolsdorff, Reinhard Hauser, Isabella Suppanz, Bettina Hering und Marie Rötzer engagiert.
Wiesinger arbeitete unter anderen mit Theater- und Regiegrößen wie Ernst Stankovski, Erwin Steinhauer, Hans Hollmann und Jérôme Savary.
Außerdem war er in mehreren Fernsehproduktionen (u. a. Julia – Eine ungewöhnliche Frau mit Christiane Hörbiger und Der Bulle von Tölz mit Ottfried Fischer sowie  Schlosshotel Orth mit Klaus Wildbolz und Nicole Beutler) zu sehen.
Heute arbeitet Helmut Wiesinger als Autor und Regisseur auch für das Musiktheater mit der Cappella Splendor Solis, Ensemble für Alte Musik und Manierismus.
Er ist seit 1977 verheiratet und lebt in Wien.